# オビ川鉄橋

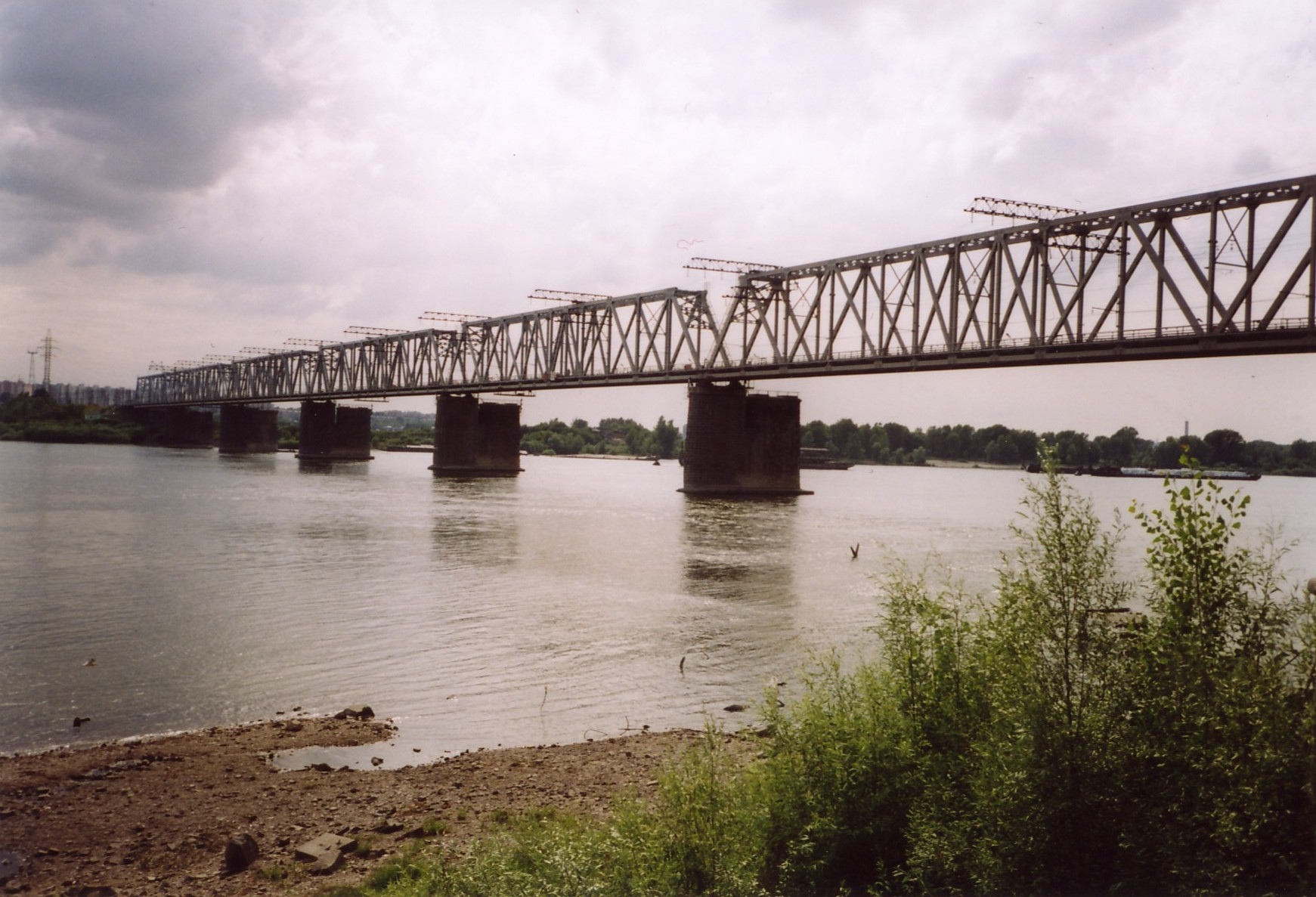
オビ川鉄橋

オビ川鉄橋（オビがわてっきょう、ロシア語: Первый железнодорожный мост через Обь）は、ロシアのノヴォシビルスクでオビ川をまたぐシベリア鉄道の鉄道橋である。
19世紀後半、シベリア鉄道建設に伴い、地理学者のガーリン・ミハイロフスキーによってオビ川の架橋位置選定調査が行われた。ミハイロフスキーの調査結果、オビ川右岸のオビ駅付近に鉄道橋を渡すことが公に決定されると、まず埠頭が建設され、1893年から建設資材や労働者らを乗せた船が到着し始めた。橋のたもとに作られた集落ノヴォニコラエフスクは鉄橋・鉄道建設の町として、河港の町として大きくなり、やがてシベリア最大の都市ノヴォシビルスクとなった。
橋は1897年頃に完成し、1897年のオビ川を通過する貨物量は年間28.8tにのぼったことが記録されている。全長983.5ｍ、9つの橋桁を持ち、橋桁間は109.25ｍ、水面からの高さは17ｍ。橋梁技師はブターゴフ。
1984年に橋脚が拡幅され、単線の新しい鉄橋が架けられた。これにより、一時的に複線化されたが、初代の橋桁は老朽化のため2000年に解体された。